# Мілгезе
Мілгезе (нід. Milheeze) — село в нідерландській провінції Північний Брабант. Входить до муніципалітету Гемерт-Бакел.
Його площа становить 19,72 км², а населення станом на 2021 рік складало 2 280 осіб.
Перша згадка про населений пункт датується 1332 роком.

## Галерея

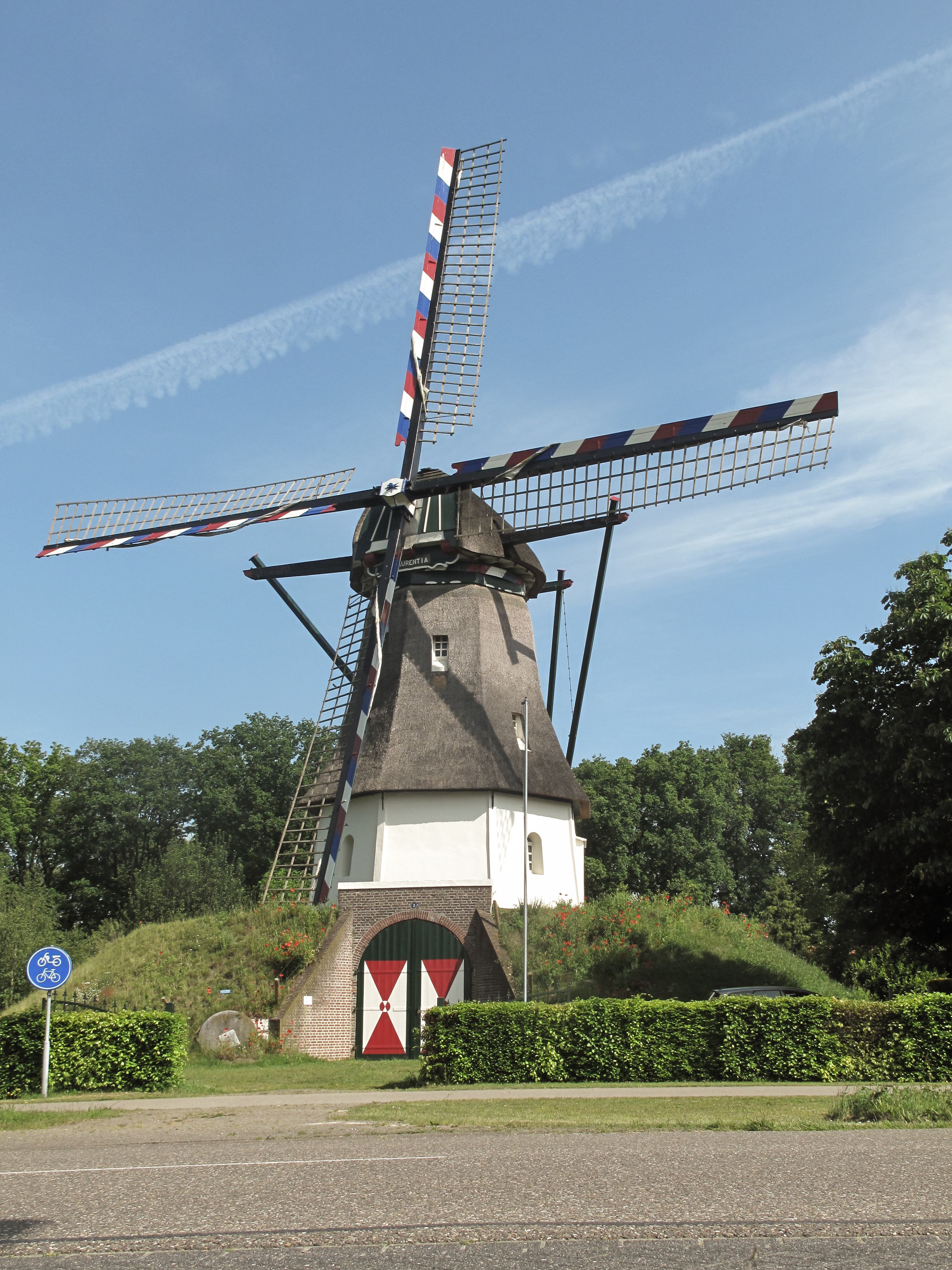
Вітряк Laurentiamolen
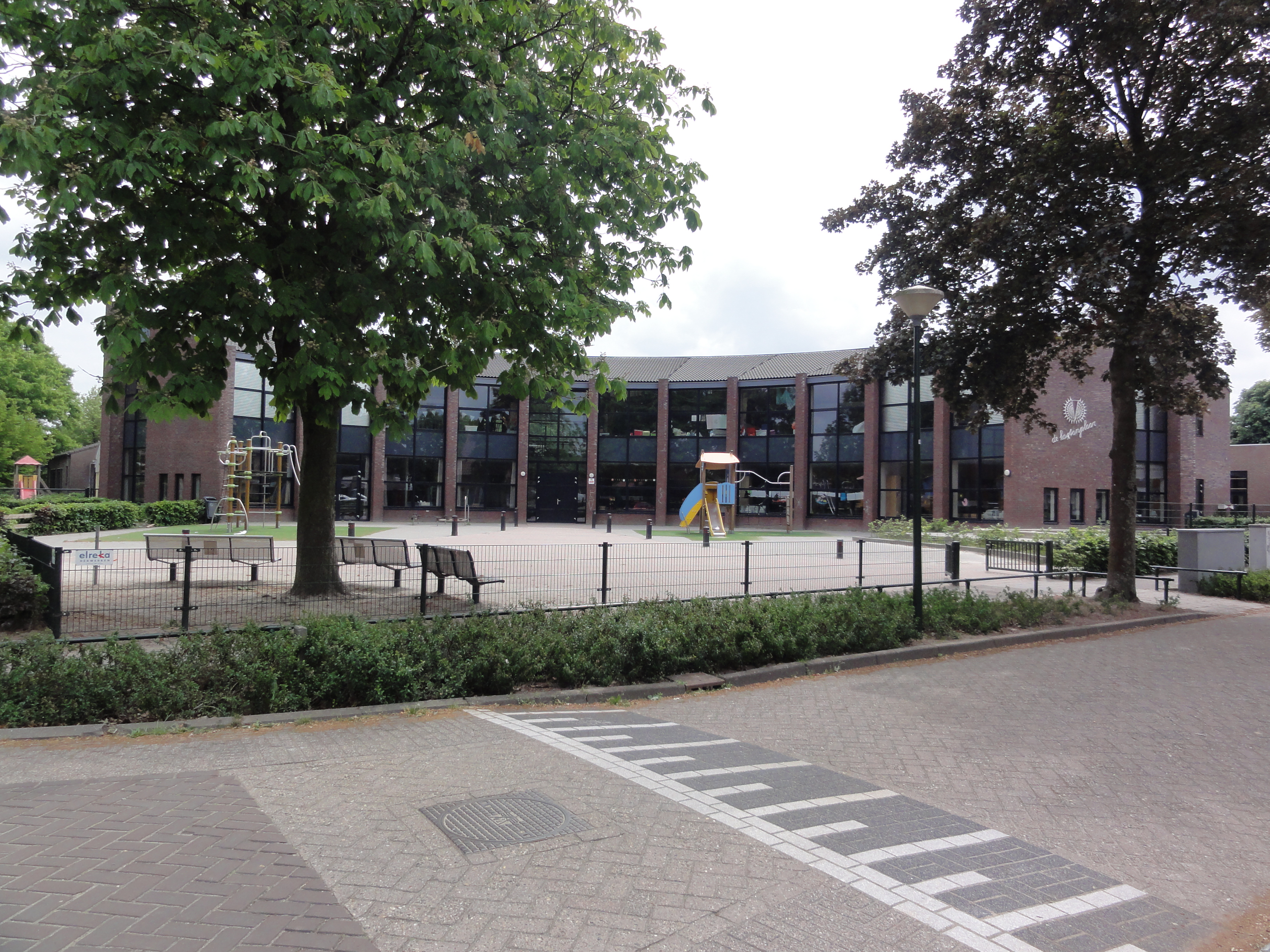
Школа в Мілгезе